# Oostelijke neusmuis
De oostelijke neusmuis (Pseudohydromys murinus) is een knaagdier uit het geslacht Pseudohydromys dat voorkomt op Nieuw-Guinea. Deze soort is in de bergen van Papoea-Nieuw-Guinea gevonden in de omgeving van Wau en van Mount Wilhelm, van 2100 tot 2800 m hoogte. De maaginhoud van een onderzocht exemplaar bevatte 17% plantaardig materiaal, 5% fungi, en 72% insecten (waarvan 34% vlinders). Deze soort komt vrij algemeen voor in zijn beperkte verspreidingsgebied.
Deze soort is waarschijnlijk het nauwste verwant aan Pseudohydromys occidentalis, maar verschilt daar op een aantal punten van. P. murinus is wat bruiner van kleur, mist een witte vlek op de borst, heeft een donkerdere staart en is wat kleiner. De kop-romplengte bedraagt 70 tot 104 mm, de staartlengte 90 tot 101 mm, de achtervoetlengte 17,9 tot 20 mm, de oorlengte 9 tot 12 mm en het gewicht 13 tot 19,9 gram. Vrouwtjes hebben 0+2=4 mammae.
Pseudohydromys ellermani · Pseudohydromys fuscus · Pseudohydromys germani · Oostelijke neusmuis (Pseudohydromys murinus) · Pseudohydromys occidentalis